# Pierre Edmé Gautier de Sibert
Pierre Edme Gauthier de Sibert (1735-1797) est un historien français.

## Biographie
Né à Tonnerre le 23 novembre 1725, il devient membre de l'Académie des inscriptions et belles-lettres en 1767.
Il meurt à Tonnerre le 13 février 1797.

## Œuvres
- Variations de la monarchie française dans son gouvernement, Paris, 1765-1789, 4 volumes in-12° ;
- Vies des empereurs Tite-Antonin et Marc-Aurèle, 1769 ;
- Histoire des ordres royaux, hospitaliers-militaires de Notre-Dame du Mont-Carmel et de Saint-Lazare de Jérusalem, 1772 ; rééd., Genève, Slatkine, 1983, 680 p.
- Considérations sur l'ancienneté de l'existence du Tiers-état, 1789 ;
- huit Mémoires insérés dans le recueil de l'Académie.